# ブレンドン・デービス
ブレンドン・デービス（Brendon Davis, 1997年7月28日 - ）は、 アメリカ合衆国カリフォルニア州レイクウッド出身のプロ野球選手（内野手、外野手）。右投右打。MLBのデトロイト・タイガース傘下所属。

## 経歴

### プロ入りとドジャース傘下時代
2015年のMLBドラフト5巡目（全体162位）でロサンゼルス・ドジャースから指名され、プロ入り。契約後、傘下のルーキー級アリゾナリーグ・ドジャースでプロデビュー。パイオニアリーグのルーキー級オグデン・ラプターズでもプレーし、2球団合計で30試合に出場して打率.254、1本塁打、17打点、2盗塁を記録した。
2016年はA級グレートレイクス・ルーンズでプレーし、109試合に出場して打率.241、5本塁打、49打点、8盗塁を記録した。
2017年はA級グレートレイクスとA+級ランチョクカモンガ・クエークスでプレーした。

### レンジャーズ傘下時代
2017年7月31日にダルビッシュ有とのトレードで、ウィリー・カルフーン、A.J.アレクシーと共にテキサス・レンジャーズへ移籍した。移籍後は傘下のA級ヒッコリー・クロウダッズでプレーし、移籍前を含めた3球団合計で119試合に出場して打率.230、11本塁打、49打点、3盗塁を記録した。
2018年はA+級ダウンイースト・ウッドダックスでプレーし、117試合に出場して打率.254、6本塁打、40打点、6盗塁を記録した。
2019年はAA級フリスコ・ラフライダーズでプレーし、109試合に出場して打率.202、3本塁打、35打点を記録した。
2020年はCOVID-19の影響でマイナーリーグの試合が開催されなかったため、公式戦の出場は無かった。

### エンゼルス傘下時代
2020年12月10日にルール・ファイブ・ドラフト（マイナーリーグ・フェイズ）でロサンゼルス・エンゼルスから指名され、移籍した。
2021年は傘下のA+級トリシティ・ダストデビルズ、AA級ロケットシティ・トラッシュパンダズ、AAA級ソルトレイク・ビーズでプレーし、3球団合計で124試合に出場して打率.290、30本塁打、83打点、16盗塁を記録した。オフの11月5日には40人枠入りした。
2022年は40人枠内の選手としてスプリングトレーニングに参加したが、3月30日にAAA級ソルトレイクへ配属され、マイナーで開幕を迎えることとなった。

### タイガース時代
2022年5月20日にウェイバー公示を経てデトロイト・タイガースへ移籍し、傘下のAAA級トレド・マッドヘンズへ配属された。この年マイナーでは移籍前を含めた2球団合計で139試合に出場して打率.235、20本塁打、72打点、8盗塁を記録した。マイナー全日程終了後の9月30日にメジャー初昇格を果たし、翌日の10月1日のミネソタ・ツインズ戦にて「7番・三塁手」で先発出場してメジャーデビュー。この年メジャーでは3試合に出場して打率.200だった。オフの11月15日にDFA、18日にはFAとなったが、29日にマイナー契約で再契約を結んだ。

## 詳細情報

### 年度別打撃成績
| 年 度    | 球 団    | 試 合 | 打 席 | 打 数 | 得 点 | 安 打 | 二 塁 打 | 三 塁 打 | 本 塁 打 | 塁 打 | 打 点 | 盗 塁 | 盗 塁 死 | 犠 打 | 犠 飛 | 四 球 | 敬 遠 | 死 球 | 三 振 | 併 殺 打 | 打 率 | 出 塁 率 | 長 打 率 | O P S |
| -------- | -------- | ----- | ----- | ----- | ----- | ----- | -------- | -------- | -------- | ----- | ----- | ----- | -------- | ----- | ----- | ----- | ----- | ----- | ----- | -------- | ----- | -------- | -------- | ----- |
| 2022     | DET      | 3     | 11    | 10    | 2     | 2     | 0        | 0        | 0        | 2     | 0     | 1     | 0        | 0     | 0     | 1     | 0     | 0     | 3     | 0        | .200  | .273     | .200     | .473  |
| MLB：1年 | MLB：1年 | 3     | 11    | 10    | 2     | 2     | 0        | 0        | 0        | 2     | 0     | 1     | 0        | 0     | 0     | 1     | 0     | 0     | 3     | 0        | .200  | .273     | .200     | .473  |

- 2022年度シーズン終了時

### 背番号
- 74（2022年）